# E più ti penso
«E Più Ti Penso» («Cuanto más pienso en ti» en Español), alternativamente titulada «E Più Ti Penso (from Once Upon a Time in America)» es una canción italiana, escrita originalmente por Ennio Morricone, Mogol y Tony Renis para la película Once Upon a Time in America. Esta es una canción grabada por el cantante italiano Andrea Bocelli y la cantante estadounidense Ariana Grande. Fue lanzada el 1 de octubre de 2015, y sirvió como el primer sencillo del álbum de Bocelli, Cinema (2015).
La canción debutó en el número uno de la lista «Billboard Classical Digital Songs» en los Estados Unidos, esta fue la vez en que Grande apareció en dicha lista por primera vez.

## Video musical
El video, junto a Bocelli y Grande, fue lanzado el 13 de octubre de 2015, en el canal oficial de Bocelli en Vevo.

## Lista de canciones
- Descarga digital[3]

| N.º | Título                                            | Duración |  |
| 1.  | «E Più Ti Penso» (de Once Upon a Time in America) | 4:27     |  |

## Posicionamiento en listas
| Lista (2015)                                       | Mejor posición |
| -------------------------------------------------- | -------------- |
| Estados Unidos Classical Digital Songs (Billboard) | 1              |

## Historial de lanzamiento
| Región | Fecha                | Formato          | Discográfica | Ref.  |
| ------ | -------------------- | ---------------- | ------------ | ----- |
| Japón  | 1 de octubre de 2015 | Descarga digital | Sugar Music  | [ 3 ] |
| España | 1 de octubre de 2015 | Descarga digital | Sugar Music  | [ 5 ] |

## Otras versiones
En 2016, Marina Prior y Mark Vincent hicieron un cover de la canción que fue incluida en su álbum Together.